# 2014年环意自行车赛
2014年环意自行车赛是第97届环意自行车赛，于2014年5月9日至6月1日进行，此次比赛是2014年UCI世界巡回赛的其中一站比赛。比赛共分为21个赛段，起点位于北爱尔兰贝尔法斯特，终点位于意大利的里雅斯特，除前三个赛段在爱尔兰岛进行外，其余赛段均在意大利境内进行。
共有22支车队参加此次比赛，其中19支为世界职业车队，另外3支为洲际职业车队。最终来自移动之星车队的奈洛·金塔纳夺得该届比赛冠军，成为历史上首位获得环意自行车赛冠军的哥伦比亚选手，他也获得了象征最佳青年车手的白衫。他的同胞，来自Omega Pharma-快步车队的里戈韦托·乌兰获得第二名，来自阿斯塔纳车队的Fabio Aru则获得第三名。